# Miracle Game
「Miracle Game」（ミラクル・ゲーム）は、2004年12月8日に発売されたTUBEの44枚目のシングル。

## 概要
- 発売前の同年11月中旬にソニーがレーベルゲートCD2での新作発売を終了したため、TUBEの作品では本作より最初からCD-DA盤での発売に戻った。
- 「Miracle Game」は野外ライブでは、2014年と2017年に披露されている。2017年の演奏途中、雷が近くに落ちた。
- DVD「TUBE LIVE AROUND SPECIAL 2004 あー夏祭り」 と同時発売された。

## 収録曲
| 全作詞: 前田亘輝、全作曲: 春畑道哉。 |                                 |           |            |                    |      |
| #                                    | タイトル                        | 作詞      | 作曲・編曲 | 編曲               | 時間 |
| 1.                                   | 「Miracle Game」                | 前田亘輝  | 春畑道哉   | 大島こうすけ、TUBE | 4:05 |
| 2.                                   | 「Now & Here」                  | 前田亘輝  | 春畑道哉   | TUBE               | 4:24 |
| 3.                                   | 「Miracle Game (Instrumental)」 | 前田亘輝  | 春畑道哉   | 大島こうすけ、TUBE | 4:07 |
| 4.                                   | 「Now & Here (Instrumental)」   | 前田亘輝  | 春畑道哉   | TUBE               | 4:21 |
| 合計時間:                            | 合計時間:                       | 合計時間: | 16:57      |                    |      |

## 収録アルバム
- TUBE (#1)
- Best of TUBEst 〜All Time Best〜 (#1)
- 35年で35曲 “汗と涙” ～涙は心の汗だから～（#1、リミックス）
- All Singles TUBEst -White- (#1)

## タイアップ
Miracle Game
- 「小学生クラス対抗30人31脚 全国大会」テーマソング

Now & Here
- 競艇CMイメージソング (本人も出演)

## その他
2017年より、埼玉西武ライオンズの外崎修汰選手がホーム試合で打席に入る際の登場曲にMiracle Gameを使用している。その際、歌詞に合わせて「十人十色〜」「Miracle Game！」とコールするのが定番化している。